# 粟田部駅
粟田部駅（あわたべえき）はかつて福井県今立郡今立町粟田部にあった福井鉄道南越線の駅（廃駅）である。

## 歴史
- 1914年（大正3年）5月22日：武岡軽便鉄道の五分市 - 当駅間が開業し、開設。
- 1915年（大正4年）8月26日：当駅 - 岡本新間が開業。
- 1918年（大正7年）3月19日：武岡鉄道に社名変更。
- 1924年（大正13年）3月7日：今立鉄道（未開業）と合併し、南越鉄道となる。
- 1941年（昭和16年）7月2日：福武電気鉄道に合併、同社の南越線の駅となる。
- 1945年（昭和20年）8月1日：鯖浦電気鉄道が合併して福井鉄道となり、同社南越線の駅となる。
- 1971年（昭和46年）9月1日：当駅 - 戸ノ口間が廃止され、当駅が終着駅となる。同時に交換設備の撤去や無人駅化が行われた[1]。
- 1981年（昭和56年）4月1日：社武生 - 当駅間の廃止により廃駅となる。

## 駅構造
相対式ホーム2面2線と引込線2線を有する駅だった。晩年は駅舎側のホームのみを使用していた。
小口の貨物取扱いもあり、貨物としては近くの魚市場への魚の輸送や米などの需要があった。

## 駅跡
駅の名をとどめるものは残っていない。跡地にはコミュニティセンターが建っている。

## 隣の駅
福井鉄道
南越線（廃止）
五分市駅 - 粟田部駅 - 岡本新駅